# Melchior Adam
Melchior Adam (Grottkau, 1575 circa – Heidelberg, 26 dicembre 1622) è stato uno scrittore tedesco.
Nato in Slesia certamente dopo il 1550, studiò presso il Collegio di Brzeg ed insegnò all'Università di Heidelberg; scrisse a proposito della filologia e della morale, ma in particolar modo di raccolte di biografie di dotti tedeschi, specialmente di teologi, redatte su fonti contemporanee.

### Opere
- 1610 - Vitae Germanorum philosophorum
- 1611 - Vitae Germanorum jureconsultorum et politicorum, qui superiore seculo, et quod excurrit, floruerunt
- 1612 - Parodiae Apographum Monumentorum Haidelbergensium
- 1615 - Disce mori oder Sterbekunst
- 1616 - Parodiae et metaphrases Horatianae
- 1618 - Decades duae conti-nentes vitas theologorum exterorum principium
- 1620 - Vitae Germanorum medicorum
- 1620 - Vitae Germanorum theologorum